# Cavinichthys pachylepis
Cavinichthys pachylepis è un pesce osseo estinto, appartenente ai crossognatiformi. Visse nel Cretaceo inferiore (Albiano, circa 112 - 114 milioni di anni fa) e i suoi resti fossili sono stati ritrovati in Italia.

## Descrizione
Questo pesce dal corpo slanciato era di grandi dimensioni; l'olotipo, un esemplare completo, è lungo circa 82 centimetri. La forma del corpo ricorda vagamente quella dei salmonidi predatori; Cavinichthys era piuttosto simile al ben noto Pachyrhizodus, dal quale differiva per alcune caratteristiche, la più importante delle quali era costituita dalla presenza di minuscoli denti disposti in ampie zone ravvicinate nelle fauci. Cavinichthys, inoltre, era caratterizzato dall'osso pterotico privo di processo posteriore appuntito. La premascella era corta e di forma triangolare, mentre l'unica supramaxilla era stretta ed estremamente allungata. I primi due infraorbitali erano fusi insieme, mentre i tre grandi infraorbitali posteriori erano separati. L'estremità anteriore del grande sopraorbitale raggiungeva il primo infraorbitale. Non vi erano ossa antorbitali. La parte ventrale del piccolo preopercolo era fortemente ridotta, mentre l'opercolo era grande. Il primo centro preurale e i due centri urali erano autogeni ma di taglia ridotta. I due ipurali ventrali erano fusi insieme ma non al primo centro urale. Il primo uroneurale era dotato di un'estremità anteriore allargata ma non biforcuta.

## Classificazione
Cavinichthys è un rappresentante dei pachirizodontidi, un gruppo di pesci dalle attitudini solitamente predatorie tipici del Cretaceo e del Paleogene, solitamente ascritti all'ordine dei crossognatiformi. All'interno dei pachirizodontidi, Cavinicththys occupava una posizione basale.
Cavinichthys pachylepis è stato descritto per la prima volta nel 2019, sulla base di fossili ritrovati nel famoso giacimento di Pietraroja in provincia di Benevento.

## Paleoecologia
Al contrario di altri pachirizodontidi, Cavinichthys non doveva essere un predatore che si nutriva di pesci.